# Meskensaaret
Meskensaaret är en halvö i Finland. Den ligger i sjön Nuorajärvi och i kommunen Ilomants i den ekonomiska regionen  Joensuu ekonomiska region  och landskapet Norra Karelen, i den sydöstra delen av landet, 400 km nordost om huvudstaden Helsingfors. Notera att namnet antyder att det är fråga om flera öar.